# Franck Jedrzejewski
Franck Jedrzejewski (né le 21 mai 1958 à Suresnes) est un mathématicien, philosophe et musicologue français. Enseignant-chercheur au Commissariat à l'énergie atomique et aux énergies alternatives (CEA)  depuis 1989, il a été vice-président du Collège international de philosophie (2013-2016) et directeur de programmes (élu en 2013). Il enseigne à l'université Paris-Saclay.

## Biographie
Né à Suresnes dans un milieu modeste d'une mère normande et d'un père d'origine polonaise, Franck Jedrzejewski passe son enfance en région parisienne. Après des études de mathématiques à l'université Pierre et Marie Curie, il est embauché au Commissariat à l'Énergie atomique  en 1989, où il exerce encore. En 2000, il soutient sous la présidence de Pierre-Albert Castanet une thèse de musique et musicologie dirigée par Jean-Yves Bosseur sur "Ivan Wyschnegradsky et la musique microtonale" à l'université de Paris 1 Panthéon-Sorbonne. Six ans plus tard, il passe une Habilitation à diriger des recherches à l'université de Strasbourg (2006). L'année suivante, il soutient une thèse de philosophie sous la direction de Dominique Lecourt à l'Université Paris-Diderot. En 2013, il est élu directeur de programmes au Collège international de philosophie (CIPh). Il a organisé les Temps politiques du CIPh, milité pour la défense des migrants.

## Travaux de recherches
Ses travaux de recherches portent en mathématiques sur la modélisation probabiliste. En musicologie, il a travaillé sur les avant-gardes russes, les micro-intervalles, la musique microtonale, les musiques improvisées, les mathématiques appliquées à la musique et les tempéraments avec le mathématicien Yves Hellegouarch. Franck Jedrzejewski est membre du comité éditorial du Journal of Mathematics and Music.
En philosophie il travaille sur l'ontologie, le réalisme spéculatif et les études deleuziennes. Influencé par Alain Badiou, Franck Jedrzejewski développe une ontologie toposique, inspirée des résultats de théories mathématiques, en discussion avec les œuvres de François Laruelle, Tristan Garcia, Quentin Meillassoux, Mehdi Belhaj Kacem et Catherine Malabou. À la suite de Gilles Châtelet, il a mené dans son séminaire une réflexion sur l'orientation diagrammatique de la pensée.
En 2003, dans Le Jugement des flèches, Paul Braffort a montré l'importance du travail philosophique de Franck Jedrzejewski et l'impact grandissant de la théorie mathématique des catégories pour la réflexion métaphysique. Ses recherches sur le diagramme et le tournant diagrammatique ont été soulignées par Rocco Gangle dans son livre Diagrammatic immanence.
En musique, il a travaillé avec le compositeur Tom Johnson sur les block designs, les paires homométriques et l'art du jonglage appliqué à la musique. Avec le compositeur Stéphane de Gérando, il a mené une première mondiale en 2014 sur les ensembles homométriques utilisés pour la composition de Homometric Attractors 2. L'importance de son travail sur la poétique et le sens dans les écritures expérimentales a été souligné par Jean Pruvost dans sa préface à L'ombre des mots.
Dans les années 1990, sous le pseudonyme d'Hubert Mortagne, il a été un des partisans de l'utilisation de l'ordinateur pour la recherche plastique et le développement de l'image numérique comme art non figuratif. Un article de Jeff Tombeur paru dans Pixel en 1998 lui est entièrement consacré. Il figure dans le dictionnaire de Bernard Caillaud.
Franck Jedrzejewski a fait l'objet de plusieurs émissions radiophoniques. Il a été à plusieurs reprises l'invité principal de l'émission Dissonances sur Aligre FM, ainsi que sur France Culture pour l'émission Continent Sciences de Stéphane Deligeorges le jeudi 30 janvier 2003 et l'émission Tire ta langue d'Antoine Perraud le 26 mai 2013.

## Publications

### Mathématiques et histoire des sciences
- Le nombre et la mesure, Editions Diderot, 1999  (ISBN 2843523656)
- Lexique de métrologie. Les unités de mesure métriques et prémétriques, éditions Vigdor, 2001
- Introduction aux méthodes numériques, Éditions Springer, 2001. Deuxième édition, 2006  (ISBN 2287252037)
- Histoire universelle de la mesure, Éditions Ellipses, 2002  (ISBN 2729811060) Deuxième édition revue et augmentée, 2020  (ISBN 9782340-035898)
- Modèles aléatoires et physique probabiliste, Éditions Springer, 2009  (ISBN 228799307X)
- Mathématiques pour l'imagerie médicale, EDP Sciences, 2021  (ISBN 2759824756)
- Variétés différentielles, physique et invariants topologiques, EDP Sciences, 2023   (ISBN 9782759831425)

### Critique littéraire et poétique
- L’ombre des mots. Le sens dans les écritures expérimentales, Ed. Honoré Champion, 2013  (ISBN 2745324691)
- Pascal Quignard, l'écriture et sa spéculation, codirection avec Florent Martinez et Nathalie Périn, Éditions Lambert-Lucas, 2021  (ISBN 2359353241)
- Le futurisme polonais (1918-1924). Poésie - Manifestes - Déclarations, Édition bilingue Français/Polonais, avec Malgorzata Perigot-Grygielewicz, édition Brill, Avant-Garde Critical Studies, vol. 44 (2 tomes), 1438 pages, 2024, vol. 44/1  (ISBN 978-90-04-69379-1), vol. 44/2   (ISBN 978-90-04-72658-1).

### Philosophie
- Ontologie des catégories, Éditions L’Harmattan, Collection Ouverture philosophique, 2011  (ISBN 2296553737)
- Deleuze, philosophe des multiplicités, codirection avec Jean-Clet Martin, L’Harmattan, 2016  (ISBN 2343118116)
- La philosophie et l’archive, Un dialogue international, codirection avec Diogo Sardinha, L’Harmattan, 2017  (ISBN 9782343123745)
- François Châtelet, un philosophe au présent, codirection avec Nathalie Périn, Éditions L’Harmattan, Collection La Philosophie en commun, 2022    (ISBN 9782343252049)

### Musique et théories mathématiques de la musique
- Mathématiques des systèmes acoustiques. Tempéraments et modèles contemporains, L'Harmattan, 2002  (ISBN 2747521966)
- Mathematical Theory of Music, Éditions Delatour/IRCAM, 2006  (ISBN 275210023X)
- Looking at Numbers, Avec le compositeur Tom Johnson, Éditions Birkhäuser, Basel, 2013  (ISBN 9783034805537)
- Dictionnaire des musiques microtonales, L'Harmattan, 2004. Nouvelle édition revue et augmentée en 2014  (ISBN 2343035407)
- Hétérotopies musicales. Modèles mathématiques de la musique, Préface par Hugues Dufourt, Paris, Hermann, 2019  (ISBN 979-1037000675)
- Christiaan Huygens, Écrits sur la musique et le son, Avec Renzo Caddeo, Xavier Hascher et Athanase Papadopoulos, Éditions Hermann, 2021  (ISBN 9791037002952)
- Écrire comme composer : le rôle des diagrammes, codirection avec Carlos Lobo et Antonia Soulez, Éditions Delatour, 2021  (ISBN 9782752142122)
- Joseph Sauveur : Écrits sur la musique et l’acoustique, avec Athanase Papadopoulos, édition critique, avec commentaires et notes, Hermann, Paris, 2021. (ISBN 9791037006844)
- La musique dodécaphonique et sérielle: une nouvelle histoire, Brepols, Turnhout, Belgium, 2021. (ISBN 9782503594866)
- Félix Savart : Écrits sur la musique et l’acoustique, avec Athanase Papadopoulos, édition critique, avec commentaires et notes, Hermann, 2024  (ISBN 9791037031839)
- A Compendium of Musical Mathematics, World Scientific, 2024,  (ISBN 9789811284366)
- Ernst Florens Friedrich Chladni : Le Traité d'Acoustique, avec Athanase Papadopoulos, édition, présentation, notes et commentaires, Hermann, 2025  (ISBN 9791037043313)

### Computer Art
- Relief, Images en 3 dimensions, sous le pseudonyme d’Hubert Mortagne, avec Olivier Godon, Dunod, 1994  (ISBN 2100024434)

### Éditions scientifiques
- Ivan Wyschnegradsky, La loi de la pansonorité, (1953), texte établi et annoté par Franck Jedrzejewski avec la collaboration de Pascale Criton, postface de Franck Jedrzejewski, 1996, Contrechamps, Genève, 1996  (ISBN 9782940068098)
- Ivan Wyschnegradsky, Une philosophie dialectique de l'art musical, L'Harmattan, 2005  (ISBN 2747585786)
- Pierre Boulez, Première sonate pour piano
- Pierre Boulez, Sonatine pour flûte et piano
- Jean Barraqué, Sonate pour piano